# Attilio Del Gobbo
Attilio Del Gobbo (Udine, 28 giugno 1898 – Udine, 4 novembre 1918) è stato un patriota italiano, passato alla storia in quanto fu l'ultimo caduto per mano nemica nel corso della prima guerra mondiale..